# Fryderyk Scherfke
Fryderyk Eugeniusz Scherfke (niem. Friedrich Egon Scherfke, ur. 7 września 1909 w Poznaniu, zm. 15 września 1983 w Bad Soden am Taunus) – polski piłkarz niemieckiego pochodzenia występujący na pozycji napastnika, reprezentant Polski w latach 1932–1938, olimpijczyk.

## Życiorys
Urodził się w niemieckiej rodzinie jako syn Gustawa Fryderyka i Albertyny z d. Krenz. Jego brat Günther był zawodnikiem Warty Poznań. Miał syna, Michała.
W okresie swej gry piłkarskiej wykazywał się bramkostrzelnością, przebojowością, siłą i szybkością. Wychowanek poznańskiej Warty, w której występował na pozycji środkowego napastnika oraz pomocnika. Mieszkał w Poznaniu przy ulicy Dąbrowskiego 93. Mając 17 lat grał w pierwszej drużynie zielonych. Jako 20-letni zawodnik wywalczył w 1929 roku pierwsze w historii klubu mistrzostwo Polski oraz wicemistrzostwo w 1938 roku. Fryderyk Scherfke będąc zawodnikiem Warty, rozegrał 236 meczów ligowych, strzelając w nich 129 goli, dzięki czemu jest do dziś (lipiec 2012) najlepszym snajperem tego zespołu oraz zajmuje 11. miejsce na liście „Klub 100”.
W trakcie igrzysk olimpijskich w 1936 r. doznał poważnej kontuzji w meczu z Wielką Brytanią w postaci złamania żeber, w związku z czym nie wystąpił w półfinałowym meczu, który drużyna Polski przegrała. Jako możliwą przyczynę porażki wskazywano nieobecność w meczu Scherfkego. Wkrótce potem napisał podręcznik dla młodych piłkarzy.
Podczas Mistrzostw Świata 1938 rozgrywanych we Francji wystąpił w pierwszym meczu mundialowym reprezentacji Polski. Było to spotkanie z reprezentacją Brazylii, w którym strzelił pierwszego w historii gola dla Polski w turnieju finałowym mistrzostw świata. Strzał nastąpił z rzutu karnego, po faulu na Erneście Wilimowskim w 23. minucie spotkania. 25 września 1938 wystąpił po raz ostatni w karierze w reprezentacji Polski, w spotkaniu z Łotwą. Zagrał z opaską kapitana zespołu.
Od lutego 1940 roku grał w nowym klubie niemieckim 1. FC Posen, w którym występował do października tego samego roku, kiedy to klub przekształcił się w Luftwaffen SV Posen. Wiosną 1940 roku na kilka miesięcy został też kierownikiem zespołu 1. FC Posen i tymczasowym kierownikiem działu piłki nożnej w urzędzie ds. sportu. W okresie reprezentowania barw tego klubu był również kapitanem drużyny Kraju Warty w Pucharze Regionów Niemieckich (Reichsbundpokal). W 1940 roku strzelił bramkę w przegranym 1:2 meczu przeciwko Śląskowi. Latem 1941 r. wstąpił do nowo utworzonego Sportgemeinschaft SS Posen, choć jak większość zawodników nie był członkiem SS. Wraz z rozwiązaniem SG w lutym 1942 r. zakończył karierę piłkarską w wieku 32 lat.
W lutym 1940 roku został tymczasowym kierownikiem wydziału piłki nożnej w urzędzie ds. sportu nowej administracji niemieckiej. Według relacji jego kolegów z czasów gry w piłkę, wykorzystywał wszystkie swoje kontakty, aby chronić ich przed prześladowaniami nazistów. Udało mu się wyciągnąć z niewoli kolegów, z którymi grał w Warcie Poznań, Mariana Fontowicza, a także aresztowanego Bolesława Genderę. Scherfke pomagał głównie kolegom z drużyny i ich rodzinom, niektóre osoby udało mu się wykreślić z listy przeznaczonych do wywózki na roboty przymusowe, rodzinę mecenasa Bolesława Dembeckiego uchronił przed wysiedleniem do Generalnego Gubernatorstwa, a piłkarza i żołnierza podziemia Michała Fliegera dwukrotnie ostrzegł przed aresztowaniem. Z czasem stał się obiektem obserwacji Gestapo z powodu częstego interweniowania w sprawie zagrożonych Polaków.
W 1942 roku został wcielony do Wehrmachtu, służył na froncie wschodnim, a potem w Jugosławii. W maju 1945 roku dostał się do brytyjskiej niewoli, z której został zwolniony 25 lipca 1945. Po wojnie na stałe osiadł w Senftenbergu w południowej Brandenburgii, a później w Berlinie Zachodnim, gdzie założył sklep meblowy. Był aktywnym działaczem polonijnego towarzystwa Strzecha Polska w Senftenbergu. W latach 80. sprzedał sklep i osiadł w rejonie Frankfurtu nad Menem.

## Mecze w reprezentacji
| Lp. | Data                | Miejsce            | Miejsce   | Gospodarz  | Wynik | Gość     | Mecz         | Uwagi | Źródło |
| Lp. | Data                | Stadion            | Miasto    | Gospodarz  | Wynik | Gość     | Mecz         | Uwagi | Źródło |
| --- | ------------------- | ------------------ | --------- | ---------- | ----- | -------- | ------------ | ----- | ------ |
| 1.  | 2 października 1932 | Wojska Polskiego   | Warszawa  | Polska     | 2:1   | Łotwa    | towarzyski   |       | [ 9 ]  |
| 2.  | 12 maja 1935        | Prater             | Wiedeń    | Austria    | 5:2   | Polska   | towarzyski   |       | [ 10 ] |
| 3.  | 15 września 1935    | Schlesierkampfbahn | Wrocław   | Niemcy     | 1:0   | Polska   | towarzyski   |       | [ 11 ] |
| 4.  | 3 listopada 1935    | ONEF               | Bukareszt | Rumunia    | 4:1   | Polska   | towarzyski   |       | [ 12 ] |
| 5.  | 16 lutego 1936      | du Jubilé          | Bruksela  | Belgia     | 0:2   | Polska   | towarzyski   |       | [ 13 ] |
| 6.  | 6 września 1936     | Beogradski SK      | Belgrad   | Jugosławia | 9:3   | Polska   | towarzyski   |       | [ 14 ] |
| 7.  | 13 września 1936    | Wojska Polskiego   | Warszawa  | Polska     | 1:1   | Niemcy   | towarzyski   |       | [ 15 ] |
| 8.  | 4 października 1936 | Idrætsparken       | Kopenhaga | Dania      | 2:1   | Polska   | towarzyski   |       | [ 16 ] |
| 9.  | 23 czerwca 1937     | Wojska Polskiego   | Warszawa  | Polska     | 3:1   | Szwecja  | towarzyski   |       | [ 17 ] |
| 10. | 25 maja 1938        | Wojska Polskiego   | Warszawa  | Polska     | 6:0   | Irlandia | towarzyski   |       | [ 18 ] |
| 11. | 5 czerwca 1938      | de la Meinau       | Strasburg | Brazylia   | 6:5   | Polska   | Mundial 1938 | Gol   | [ 19 ] |
| 12. | 25 września 1938    | ASK                | Ryga      | Łotwa      | 2:1   | Polska   | towarzyski   |       | [ 20 ] |